# 시키군

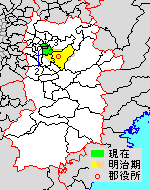
나라현 시키군의 범위 (1.가와니시정 2.미야케정 3.다와라모토정 연노랑: 후에 다른 군에 편입된 구역)

시키군(일본어: 磯城郡, しきぐん)은 일본 나라현에 있는 군이다.
인구 44,424명, 면적 31.08km², 인구밀도 1,429명/km².(2025년 3월 1일, 추계인구)
이하 3정으로 구성된다.
- 가와니시정(川西町)
- 다와라모토정(田原本町)
- 미야케정(三宅町)

## 군역
나라 분지(야마토 평야)의 중앙에 위치한다.
1897년 행정 구역으로 발족 당시의 군역은 위의 3정 외에 아래 구역에 해당한다.
- 덴리시의 일부
- 가시하라시의 일부
- 사쿠라이시 전부
- 우다시의 일부

## 역사

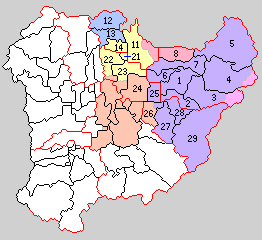
1.미와정 2.시키시마촌 3.아사쿠라촌 4.하세정 5.가미노고촌 6.오다촌 7.마키무쿠촌 8.야나기모토촌 11.가와히가시촌 12.가와니시촌 13.미야케촌 14.미야코촌 21.다와라모토정 22.히라노촌 23.오촌 24.미미나시촌 25.다이후쿠촌 26.가구야마촌 27.아베촌 28.사쿠라이정 29.도노미네촌 (빨강: 덴리시 주황: 가시하라시 보라: 사쿠라이시 분홍: 우다시 노랑: 다와라모토정 파랑: 병합 없음)

- 1897년 4월 1일 - 군제 시행에 따라 시키조군·시키게군·도이치군의 구역으로 시키군이 발족.(4정 17촌)
  - 구 시키조군(2정 6촌) - 미와정(三輪町), 시키시마촌(城島村)(현 사쿠라이시), 아사쿠라촌(朝倉村), 하세정(初瀬町)(현 사쿠라이시, 우다시), 가미노고촌(上之郷村), 오다촌(織田村), 마키무쿠촌(纏向村)(현 사쿠라이시), 야나기모토촌(柳本村)(현 덴리시)
  - 구 시키게군(4촌) - 가와히가시촌(川東村)(현 덴리시, 다와라모토정), 가와니시촌(川西村)(현 가와니시정), 미야케촌(三宅村)(현 미야케정), 미야코촌(都村)(현 다와라모토정)
  - 구 도이치군(2정 7촌) - 다와라모토정(田原本町)(현재), 히라노촌(平野村), 오촌(多村)(현 現·가시하라시, 다와라모토정), 미미나시촌(耳成村)(현 가시하라시), 다이후쿠촌(大福村)(현 사쿠라이시), 가구야마촌(香久山村)(현 가시하라시, 사쿠라이시), 아베촌(安倍村), 사쿠라이정(桜井町), 도노미네촌(多武峰村)(현 사쿠라이시)
- 1923년 1월 1일 - 야나기모토촌이 정제 시행으로 야나기모토정(柳本町)이 됨.(5정 16촌)
- 1942년 4월 1일 - 사쿠라이정·시키시마촌이 합병하여, 새로이 사쿠라이정이 발족.(5정 15촌)
- 1949년 6월 8일 - 미미나시촌의 일부가 다카이치군 야기정에 편입.
- 1954년
  - 1월 1일 - 야나기모토정이 야마베군 단바이치정·아사와촌·후쿠스미촌·니카이도촌·소에카미군 이치노모토정과 합병하여 덴리시(天理市)가 발족, 군에서 이탈.(4정 15촌)
  - 3월 3일 - 아베촌·도노미네촌·아사쿠라촌이 사쿠라이정에 편입.(4정 12촌)
  - 7월 1일 - 사쿠라이정의 일부가 우다군 하이바라정에 편입.
  - 7월 10일 - 미와정·오다촌·마키무쿠촌이 합병하여, 오미와정(大三輪町)이 발족.(4정 10촌)
- 1956년
  - 2월 11일 - 미미나시촌이 다카이치군 우네비정·가모키미촌·야기정·이마이정·마스게촌과 합병하여 가시하라시(橿原市)가 발족, 군에서 이탈.(4정 9촌)
  - 9월 1일 - 다이후쿠촌·가구야마촌이 사쿠라이정에 편입. 사쿠라이정이 당일 시제 시행으로 사쿠라이시(桜井市)가 되어, 군에서 이탈.(3정 7촌)
  - 9월 30일(3정 2촌)
    - 가미노고촌이 사쿠라이시에 편입.
    - 오촌·가와히가시촌·히라노촌·미야코촌·다와라모토정이 합병하여, 새로이 다와라모토정이 발족.
- 1957년 7월 1일 - 다와라모토정의 일부가 가시하라시에 편입.
- 1958년 10월 15일 - 다와라모토정의 일부가 덴ㅇ리시에 편입.
- 1959년 2월 23일 - 하세정이 사쿠라이시에 편입.(2정 2촌)
- 1963년 4월 1일 - 오미와정이 사쿠라이시에 편입.(1정 2촌)
- 1974년 4월 1일 - 미야케촌이 정제 시행으로 미야케정(三宅町)이 됨.(2정 1촌)
- 1975년 4월 1일 - 가와니시촌이 정제 시행으로 가와니시정(川西町)이 됨.(3정)